# Лі Джонс (футболіст, 1975)
Лі Джонс (англ. Lee Jones; нар. 21 лютого 1975, Норт-Шор) — новозеландський футболіст, що грав на позиції захисника.

## Клубна кар'єра
У дорослому футболі дебютував 1993 року виступами за команду «Гленфілд Роверс». Своєю грою за цю команду привернув увагу представників тренерського штабу клубу «Норт-Шор Юнайтед», до складу якого приєднався 1994 року. Відіграв за команду з Окленда наступні три з половиною сезони своєї ігрової кар'єри і 1994 року став з командою чемпіоном Нової Зеландії.
У 1997—1998 роках Джонс виступав за «Акрон Зіпс» у студентському чемпіонаті США, після чого повернувся на батьківщину і протягом 1999—2000 років захищав кольори клубу «Футбол Кінгз», що грав у Національній футбольній лізі Австралії.
З 2000 року два сезони захищав кольори фінського клубу «Тампере Юнайтед». Більшість часу, проведеного у складі команди з Тампере Юнайтед», був основним гравцем захисту команди і 2001 року виборов титул чемпіона Фінляндії.
Протягом 2002 року захищав кольори іншого місцевого клубу «Йокеріт». 2003 року перейшов до клубу «Дрогеда Юнайтед», де і завершив кар'єру футболіста.

## Виступи за збірну
7 липня 2002 року дебютував в офіційних матчах у складі національної збірної Нової Зеландії в матчі домашнього Кубка націй ОФК 2002 року з Папуа-Новою Гвінеєю (9:1). Провівши ще дві гри на тому турнірі, Джонс з командою здобув титул переможця турніру. Згодом у жовтні того ж року Лі зіграв ще у двох товариських іграх з Естонією (2:3) та Польщею (0:2), після чого за збірну більше не грав.

## Титули і досягнення
- Чемпіон Нової Зеландії (1):

«Норт-Шор Юнайтед»: 1994
- Чемпіон Фінляндії (1):

«Тампере Юнайтед»: 2001
- Володар Кубка націй ОФК (1):

Нова Зеландія»: 2002